# Кальметт, Андре
Андре Кальметт (фр. André Calmettes, 18 апреля 1861, Париж, Франция — 14 марта 1942, XVI округ Парижа, Париж) — французский кинорежиссёр, актёр.

## Биография
В течение двадцати лет работал в театре. Являлся режиссёром театра Комеди Франсез. В 1908 году стал художественным директором и режиссёром киностудии Фильм д’ар.
В течение трех лет в его фильмах снялись: Сара Бернар, Режан, Муне-Сюлли.
С 1913 года он вновь перешёл в театр и появлялся на экране лишь в качестве актёра («Малыш», «Андре Югон»). 

## Фильмография
- 1908 — Убийство герцога де Гиза / Assassinat du duc de Guise, L'
- 1908 — / Un duel sous Richelieu
- 1908 — Британник / Britannicus
- 1908 — Эдип царь / Oedipe roi
- 1909 — / Le Baiser de Judas
- 1909 — / Le Légataire universel
- 1909 — / Héliogabale
- 1909 — / Le Retour d’Ulysse
- 1909 — / Le Roi de Rome
- 1909 — Риголетто / Rigoletto
- 1909 — / Le Légende de la Sainte-Chapelle
- 1909 — / Le Grande bretèche
- 1909 — / L'Épi'
- 1909 — Макбет / Macbeth (акт. Мунэ-Сюлли)
- 1910 — Шарф / (акт. Анри Пукталь)
- 1910 — La Mésaventure du capitaine Clavaroche
- 1910 — Первые христиане / Au temps des premiers chrétiens
- 1910 — Скупой / L’Avare
- 1910 — Дон Карлос / Don Carlos
- 1910 — Le Forgeron
- 1910 — L’Héritière'
- 1910 — Le Lépreux de la cité d’Aoste
- 1910 — Résurrection
- 1910 — La Duchesse de Langeais
- 1910 — Ferragus
- 1910 — La Vengeance de Louis XIII
- 1910 — L’Aigle et l’aiglon
- 1911 — Мадам Сан-Жен / Madame Sans-Gêne (акт. Габриэль Режан)
- 1911 — Эссекский рыцарь / Le Chevalier d’Essex (акт. Анри Пукталь)
- 1911 — Исус из Назарета / Jésus de Nazareth (акт. Анри Пукталь)
- 1911 — Camille Desmoulins
- 1911 — Le Colonel Chabert
- 1911 — La Fin d’un joueur
- 1911 — L'usurpateur
- 1912 — Mignon
- 1912 — Les Trois mousquetaires
- 1912 — Ричард III / Richard III
- 1912 — Дама с камелиями / La Dame aux camélias (акт. Сара Бернар)